# Potentilla coreana
Potentilla coreana är en rosväxtart som beskrevs av J. Soják. Potentilla coreana ingår i Fingerörtssläktet som ingår i familjen rosväxter. Inga underarter finns listade i Catalogue of Life.